# 蔣光鼐
蔣 光鼐（しょう こうだい）は、中華民国、中華人民共和国の軍人・政治家。国民政府（国民革命軍）の軍人で、粤軍（広東軍）の指揮官。後に福建事変に参加した。字は憬然。

## 事跡

### 粤軍における軍歴
祖父は進士、父は塾教師の家庭に生まれたが、蔣光鼐が生まれた当時はすでに家は貧しかった。1905年（光緒31年）、成績優秀のため学費免除で東莞師範学堂に入学する。この時に中国同盟会に加入した。1906年（光緒32年）、広州に移り、黄埔陸軍小学第2期で学んだ。1909年（宣統元年）、南京第4陸軍中学に入学する。1911年（宣統3年）10月、辛亥革命が勃発すると、武昌へ急行し、革命派の軍に参加して清朝の軍と戦っている。
1913年（民国2年）の二次革命（第二革命）にも参加した。しかし敗北して日本に亡命し、大森浩然廬学校で学ぶ。1914年（民国3年）には、中華革命党に加入している。帰国した後は、護法運動に参加し、東征（陳炯明討伐）などで軍功を重ね、順調に昇進した。
1925年（民国14年）7月の国民政府成立の際には、陳銘枢が率いる国民革命軍第4軍第10師において副師長に就任している。民国15年（1926年）の北伐では、蔣光鼐は陳銘枢に従って力戦奮闘して、呉佩孚率いる直隷派を撃破し、国民革命軍第4軍が「鉄軍」と呼ばれる栄誉に貢献した。武漢攻略後、第10師は第11軍に拡充され、蔣は第11軍副軍長兼第10師師長に任命された。

### 第19路軍結成と淞滬抗戦

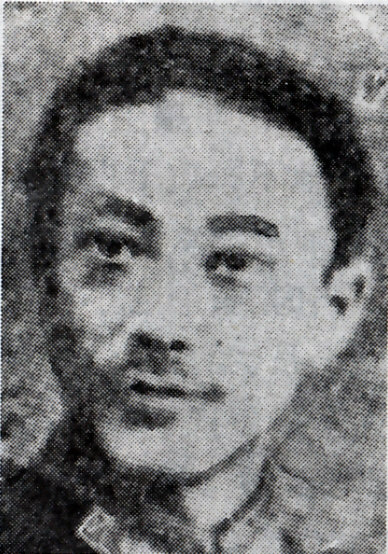
蔣光鼐別影

1927年（民国16年）、蔣介石による上海クーデターが発生すると、蔣光鼐は陳銘枢に従って蔣介石を支持し、北伐から離脱した。その後も蔣介石を支持して、反蔣介石派の軍勢と戦い、軍功を積み重ねている。1930年（民国19年）8月、蔣介石の命令により、第19路軍が編制され、蔣光鼐が第19路軍総指揮、蔡廷鍇が第19路軍軍長に任命された。
1931年（民国20年）から、江西省などで中国共産党掃討に参戦した。しかし紅軍は想像以上に戦闘力が高く、苦戦を強いられる。この苦戦のために蔣光鼐は、蔣介石の共産党掃討の姿勢に疑念を抱き始めることになった。その後、第19路軍は、南京・上海の防衛線に動員されている。
1932年（民国21年）1月、日本軍が上海に進軍してくると、蔣光鼐と蔡廷鍇は防衛線を堅持し、日本軍を迎撃することを決断した。1月28日、両軍の交戦が開始された（第一次上海事変、淞滬抗戦）。以後、30日以上に渡り、蔣・蔡は懸命に抗戦したが、最後は兵力・火力で勝る日本軍の前に撤退した。しかし、この時の第19路軍の果敢な戦いぶりは、中国国内から大きな評価を得ている。

### 福建事変
上海事変後、第19路軍は蔣介石の命令により、共産党掃討のために福建省へ動員されることになった。しかし、蔣光鼐と蔡廷鍇は、安内を攘外に優先させる蔣介石の方針に反発を募らせ、密かに蜂起の準備を進める。1933年（民国22年）1月、蔣光鼐は福建省政府主席兼民政庁長に任命された。
そして、同年11月、蔣光鼐と蔡廷鍇は、李済深・陳銘枢らを迎え入れ、福建人民政府を樹立し、蔣介石に反旗を翻した（福建事変）。蔣光鼐は、人民（革命）政府委員、財政部部長に就任している。しかし、蔣介石の反撃は素早く、わずか2か月で福建人民政府は崩壊した。第19路軍は解体され、蔣光鼐は香港に逃亡した。

### 日中戦争期と戦後
1937年（民国26年）、日中戦争（抗日戦争）が全面勃発した後に、蔣光鼐は蔣介石の国民政府に復帰する。第4戦区長官部参謀長、第7戦区副司令長官などを歴任し、対日戦の前線に立った。1946年（民国35年）、李済深らが中国国民党民主促進会を結成すると、その発起人となっている。
中華人民共和国が成立すると、蔣光鼐は北京入りし、新政権に参加した。以後、北京市政府委員、（中央）紡績工業部部長、全国政治協商会議常務委員、中国国民党革命委員会中央常務委員などを歴任した。

### 晩年
1966年、蔣光鼐は癌と診断され、上海で手術を受けた。しかし文化大革命の発動後、彼と北京に住む多くの党外民主派は紅衛兵に名指しされ、粛清された。この間、周恩来は彼を守ろうと努力したが、彼は家宅捜索を受け、罪を告白させられるなど迫害を受けた。
1967年6月8日、癌が再発し北京で病没。享年80（満78歳）。

### 名誉回復
1988年12月17日、中国共産党中央委員会は、蒋光鼐の生誕100周年を記念する会議で、蒋光鼐の生涯を次のように高く評価した。「蒋光鼐は、中国国民党革命委員会の傑出した創始者であり指導者であり、中国共産党と長期にわたって協力した親友であり、中国の民主革命と社会主義大義のために全生涯を捧げた。 彼は中国の民主革命と社会主義の大義に生涯を捧げた。 彼の愛国精神と歴史的業績、揺るぎない政治的誠実さ、厳格な自己規律と他人に対する寛容な人柄は、常に我々の研究と記憶に値するものである。」